# ویلیام لثابی
ویلیام ریچارد لثابی (به انگلیسی: William Richard Lethaby)؛ (زادۀ ۱۸ ژانویهٔ ۱۸۵۷ میلادی – درگذشتۀ ۱۷ ژوئیهٔ ۱۹۳۱ میلادی) یک معمار و مورخ معماری اهل انگلستان بود که ایده‌هایش بر هنرها و صنایع دستی متأخر و جنبش‌های اولیهٔ مدرن در معماری و در زمینه‌های حفاظت و آموزش هنر بسیار تأثیرگذار بود.

## زندگی‌نامه و حرفه

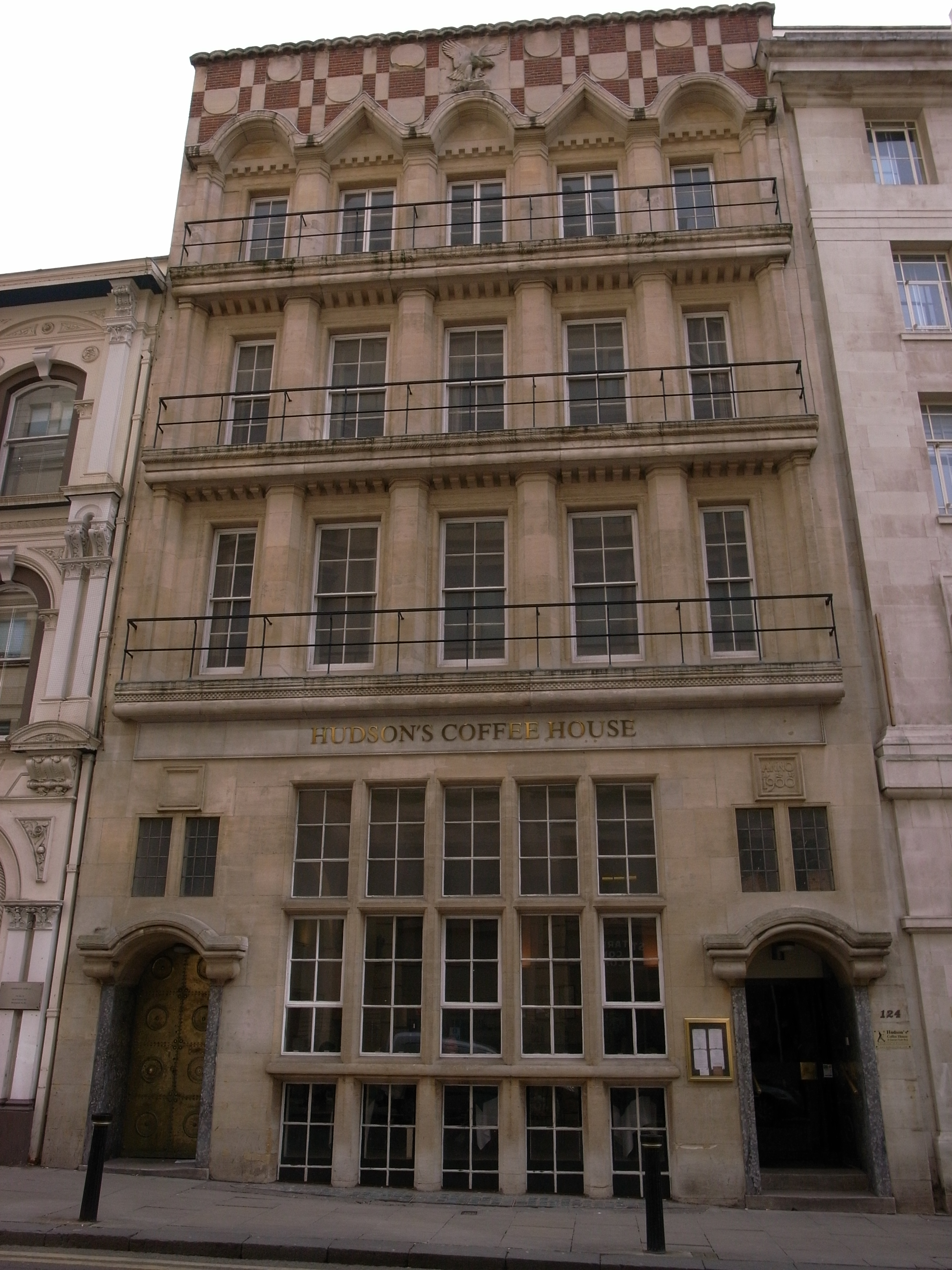
محل کار ویلیام ریچارد لثابی

### اوایل زندگی
لثابی در بارنستاپل، دوون، پسر یک صنعت‌گر لیبرال و واعظ غیر روحانی به دنیا آمد. پس از تحصیل در مدرسۀ هنر بارنستاپل و به عنوان کارآموزی اولیه نزد یک معمار محلی، در سال ۱۸۷۹ میلادی در لندن به عنوان منشی ارشد برای معمار ریچارد نورمن شاو کار کرد. شاو به سرعت استعداد لثابی را به عنوان یک طراح تشخیص داد و لثابی قرار بود کارهای مهمی را در ساختمان‌های بزرگ طراحی شده توسط شاو مانند اسکاتلند یارد در لندن و کراگساید در نورث‌آمبرلند انجام دهد.
لثابی در حالی که برای شاو کار می‌کرد، در انجمن حفاظت از بناهای باستانی مشارکت داشت، که برای حفظ یکپارچگی و اصالت ساختمان‌های قدیمی‌تر علیه رویۀ ویکتوریایی «بهبود» آن‌ها تا حد بازسازی و طراحی مجدد آن‌ها مبارزه می‌کرد. از این طریق او به دوست شخصی پیشگامان جنبش هنر و صنایع دستی، ویلیام موریس و فیلیپ وب تبدیل شد و به عضوی مهم و تأثیرگذار در حلقۀ آن‌ها تبدیل شد و به عنوان یکی از بنیانگذاران اتحادیۀ کارگران هنر در سال ۱۸۸۴ فعالیت کرد، که در سال ۱۹۱۱ میلادی به عنوان استاد انتخاب شد. او یک سوسیالیست مادام العمر بود.
اتحادیه از هسته‌ای تشکیل شد که از دو گروه مجزا شکل گرفته بود، انجمن هنر سنت جورج، گروهی از معمارانی که در دفاتر نورمن شاو خدمت دیده بودند، از جمله: ارنست نیوتن، مروین مکارتنی، رجینالد بارات، ادوین هاردی، لثابی و ادوارد شرودر پرایور و پانزده که توسط طراح و نویسنده لوئیس فورمن دی و تصویرگر و طراح والتر کرین تأسیس شد. پرایور بروشور اتحادیه را نوشت. آن‌ها در ابتدا در اتاق‌های نیوتن در کلیسای سنت جورج، بلومزبری ملاقات کردند.